# Тлачене
Тла̀чене е село в Северозападна България, разположено в община Бяла Слатина, област Враца.

## География
Село Тлачене се намира на 20 км югозападно от Бяла Слатина, в силно пресечена местност, богата на извори. Землището му граничи на изток със селата Враняк и Габаре, на юг – със селата Върбица и Вировско, на запад – със село Буковец, и на север – със село Комарево.

## История
Днешното село Тлачене е основано върху развалините на две праисторически селища — от новокаменната епоха и от желязната епоха. През 1967 г. в центъра на днешното село са извършени археологически разкопки, които разкриват останките на четири последователно съществували едно над друго праисторически селища от една и съща епоха, сринати от стихиен пожар.
През късната античност в района на днешното село е минавал римският път от Чомаковското градище за град Монтана, а през ранното българско средновековие на 2 км източно е минавал Островският отбранителен окоп. Въпреки че досега не са преведени османски документи за селото Тлачене, археологическите находки и топонимията показват, че селото е заварено от турските нашественици на това място в края на XIV в.
На 20.III.1878 г. учителят Марин Райков (който по професия бил шивач) от гр. Тетевен отваря училище в Тлачене.

## Културни и природни забележителности
- Църквата „Света Богородица“ в селото е построена през 1921 г. със средства на жителите на селото и е осветена през 1928 г.[2] На 21 октомври 2015 г. е открит новият ремонтиран покрив, а на 20 октомври 2016 г. е осветен частичен ремонт.

- Паметник на загиналите в Балканските войни и Първата световна война.

## Население
През XVIII в. в село Тлачене се заселват помаци от Ловешко; мнозинството от тях се изселват в Анадола към края на Руско-турската война. През1893 г. в селото живеят само 5 помаци.
Преброяване на населението през 2011 г.
Численост и дял на етническите групи според преброяването на населението през 2011 г.:
|                     | Численост | Дял (в %) |
| Общо                | 433       | 100.00    |
| Българи             | 99        | 22.86     |
| Турци               | 0         | 0.00      |
| Цигани              | 18        | 4.15      |
| Други               | 0         | 0.00      |
| Не се самоопределят | 3         | 0.69      |
| Неотговорили        | 312       | 72.05     |

## Личности
- Йоло Денев (р. 1940 г.) – български националист, писател, председател на Българска демократическа партия, основател на Движение „Тангра и Велика България“ и на „Център по Българознание и Възраждане на България“.
- Стела Банкова (р. 1950 г.) – български политик, народен представител в XXXIX и XL народно събрание, кандидат за вицепрезидент на България с Петър Берон на изборите през 2006 г.
- Румяна Стефанова (1949 – 1978 г.) – състезателка по художествена гимнастика.